# Mikrus ugandensis
Mikrus ugandensis là một loài nhện trong họ Salticidae.
Loài này thuộc chi Mikrus. Mikrus ugandensis được Wanda Wesołowska miêu tả năm 2001.